# Даиль
Даиль (араб. داعل‎) — небольшой город, расположенный в южной части Сирии в долине Хавран около города Даръа. В административном отношении относится к округу Даръа мухафазы Даръа; является административным центром нахии, которая включает также город Абта, расположенный к северу.
Даиль расположен в 86 км к югу от Дамаска и в 14 км к северу от Даръа, на высоте 547 м над уровнем моря.
По данным Центрального бюро статистики Сирии на 2004 год население города Даиль составляло 29 408 человек, а население одноимённой нахии — 43 691 человек. Большая часть населения — мусульмане сунниты.
Название города — арамейское слово, означающее дом Бога (Эл — Бог).